# گوستا آدرین-نیلسون
گوستا آدرین-نیلسون (سوئدی: Gösta Adrian-Nilsson; ۲ آوریل ۱۸۸۴ – ۲۹ مارس ۱۹۶۵) نویسنده، و نقاش اهل سوئد بود. از او به عنوان پیشگام هنر نوگرا سوئد یاد می‌شود. 
او در خانواده‌ای کشاورز در جنوب سوئد به دنیا آمد. او در سال ۱۹۰۷ پس از یک نمایشگاه هنری در دانشگاه لوند به عنوان هنرمند شناخته شد. او  سپس به مدرسه فنی رفت و سپس به مدرسه Kristian Zahrtmann در کپنهاگ رفت. او سپس در سال ۱۹۱۳ به برلین سفر کرد. او در آنجا با هنر انتزاعی آشنا شد، چیزی که تاثیر عمده‌ای بر هنر خود داشت. 